# Love Celeb
Love Celeb est un manga écrit par Mayu Shinjō. Il comporte 7 tomes, et 6 sont sortis en France aux éditions Akiko/SEEBD.

## Résumé
Kirara est une jeune fille qui n'a qu'un seul rêve, devenir une idole. Hanamaki, son manager, l'entraîne du mieux qu'il peut, et pousse sa protégée à tout pour qu'elle obtienne un premier rôle, ou l'enregistrement d'un cd. Au point de l'envoyer dans un lieu rempli de producteurs prêts à lui obtenir les meilleures places, si celle-ci accepte de coucher avec eux. Kirara étant encore vierge ne veut absolument pas. C'est ici qu'elle rencontre l'un d'eux, Gin, extrêmement beau, avec des cheveux argentés. Mais il se révèle pire que les autres... Cependant, il va la laisser partir en lui laissant son numéro de téléphone...ainsi que sa virginité. Kirara est heureuse d'avoir su se protéger, bien qu'elle n'ait pas fait un pas de plus vers le succès. Quoique le lendemain, elle se découvre être la nouvelle idole la plus célèbre du moment. Tout cela grâce à Gin. Et s'il était vraiment la personne la plus puissante du Japon? Et s'il tombait vraiment amoureux de Kirara...?